# Lac de Garlate
Le Lac de Garlate est un lac italien d'une superficie de 4,64 km2 qui se trouve dans la province de Lecco en Lombardie.

## Source de la traduction
- (it) Cet article est partiellement ou en totalité issu de l’article de Wikipédia en italien intitulé « Lago di Garlate » (voir la liste des auteurs).